# رفايع اللهيب
رفايع اللهيب أو رفائع اللهيب هو مركزٌ سعوديٌ تابعٌ لمحافظة أبانات التابعة لمنطقة القصيم، في المملكة العربية السعودية. المركز من الفئة (ب)، ورمزه 1829 حسب دليل الترميز الموحد للمناطق الإدارية بالمملكة العربية السعودية.
أصبح المركز تابعاً لمحافظة أبانات وذلك في نوفمبر 2023م الموافق لشهر ربيع الآخر لعام 1445هـ؛ بعد أن كان تابعاً لمحافظة النبهانية.

## التأسيس
تم تأسيسها على يد الشيخ / زهيان بن فهد بن مرزوق الضباطي المطيري وجماعته من الضبطان ومن بعد وفاته أصبح ابنه الأكبر دخيل الله بن زهيان الضباطي رئيسا لمركز رفايع اللهيب.

## التعليم
يوجد بالقرية المراحل التعليمية من الابتدائي والمتوسط والثانوي (أولاد ـ وبنات).

## الصحة
يوجد بالقرية مركز صحي متكامل ويقدم الرعاية الصحية لأ كثر من 5000 مواطن ومواطنه ممن يملكون ملفات مرضية بالمركز.

## المناخ
حار صيفاً بارد شتاءً والامطار متوسطة وغير منتظمة أما فـي فصل الربيع فتكون درجة الحرارة معتدلة وأكثر الأمطار تهطل فـي الربيع .

## البريد السعودي
يوجد بالقرية مكتب للبريد السعودي ويقدم خدماته لأبناء القرية والقرى القريبة من رفايع اللهيب.

## النشاط الاقتصادي للسكان
العمل الحكومي والزراعة والتجارة وتربية المواشي من ابل وأغنام.